# Adenophora stenanthina
Adenophora stenanthina är en klockväxtart som först beskrevs av Carl Friedrich von Ledebour, och fick sitt nu gällande namn av Masao Kitagawa. Adenophora stenanthina ingår i släktet kragklockor, och familjen klockväxter. Utöver nominatformen finns också underarten A. s. sylvatica.